# Piața Poporului (Shanghai)

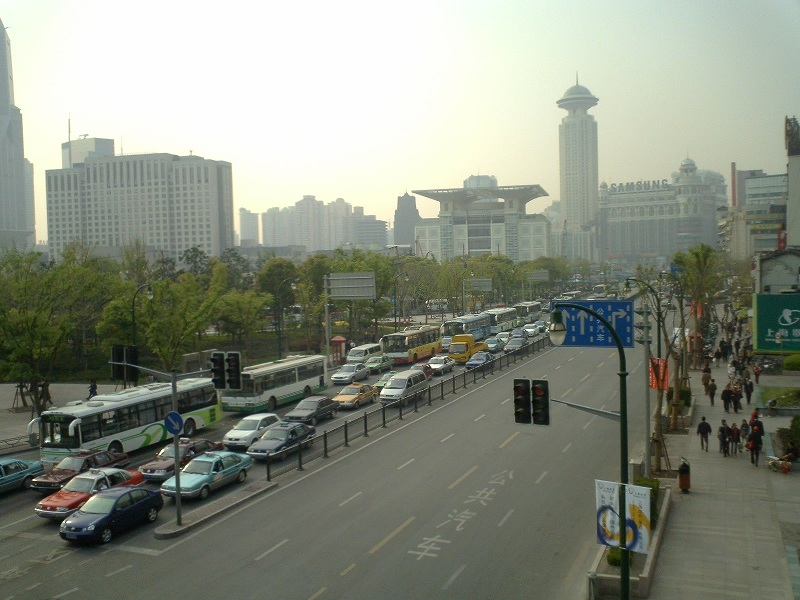
Trafic în jurul Pieţii Poporului

Piața Poporului (人民广场 în chineză, Rénmín Guǎngchǎng în pinyin) este o piața publică în districtul Huangpu din centrul orașului Shanghai, Republica Populară Chineză. Piața conține diverse obiective importante, precum:
- Muzeul de Artă din Shanghai
- Primăria Shanghai
- Teatrul Mare din Shanghai
- Muzeul din Shanghai
- Centrul de Planificare Urbană din Shanghai
- Parcul Poporului

## Transport
Piața Poporului este deservită de o stație de metrou pe liniile 1 și 2, fiind singura stație de transfer între aceste două linii. Stația este printre cele mai utilizate din rețeaua metroului din Shanghai.